# Bundesautobahn 656
Die Bundesautobahn 656 (Abkürzung: BAB 656) – Kurzform: Autobahn 656 (Abkürzung: A 656) – führt von der Anschlussstelle Mannheim-Neckarau bis zum Autobahnkreuz Heidelberg. Die Länge beträgt 11,5 km. Die ursprüngliche Streckenlänge war von 1935 bis 1990 14,8 km.

## Geschichte

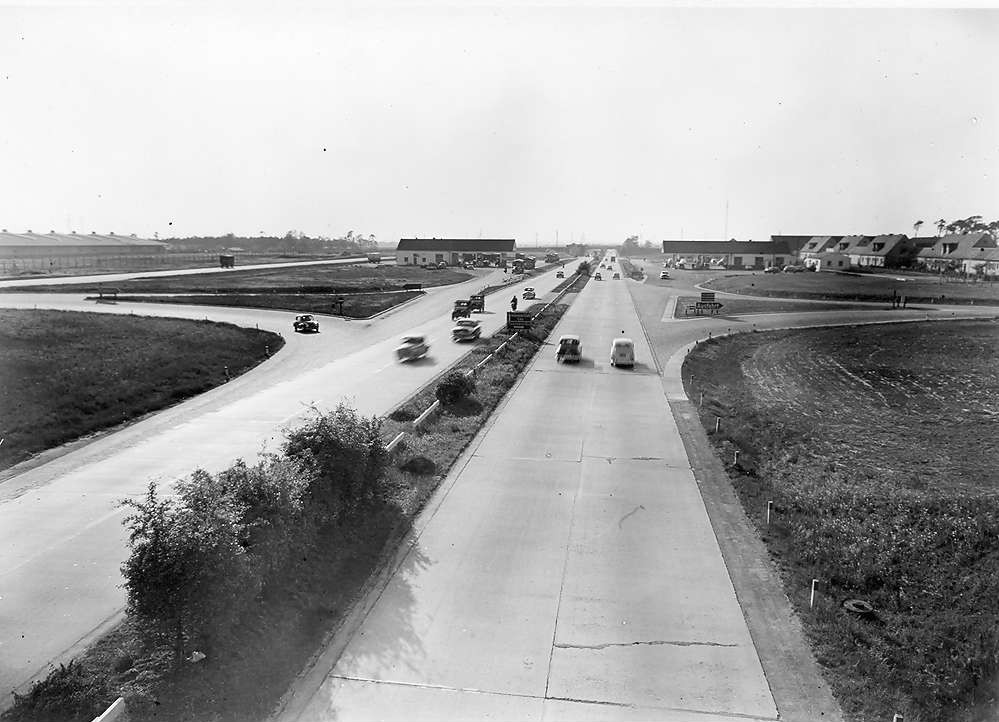
Autobahnausfahrt Mannheim-Seckenheim und ehemalige Raststätte 1951

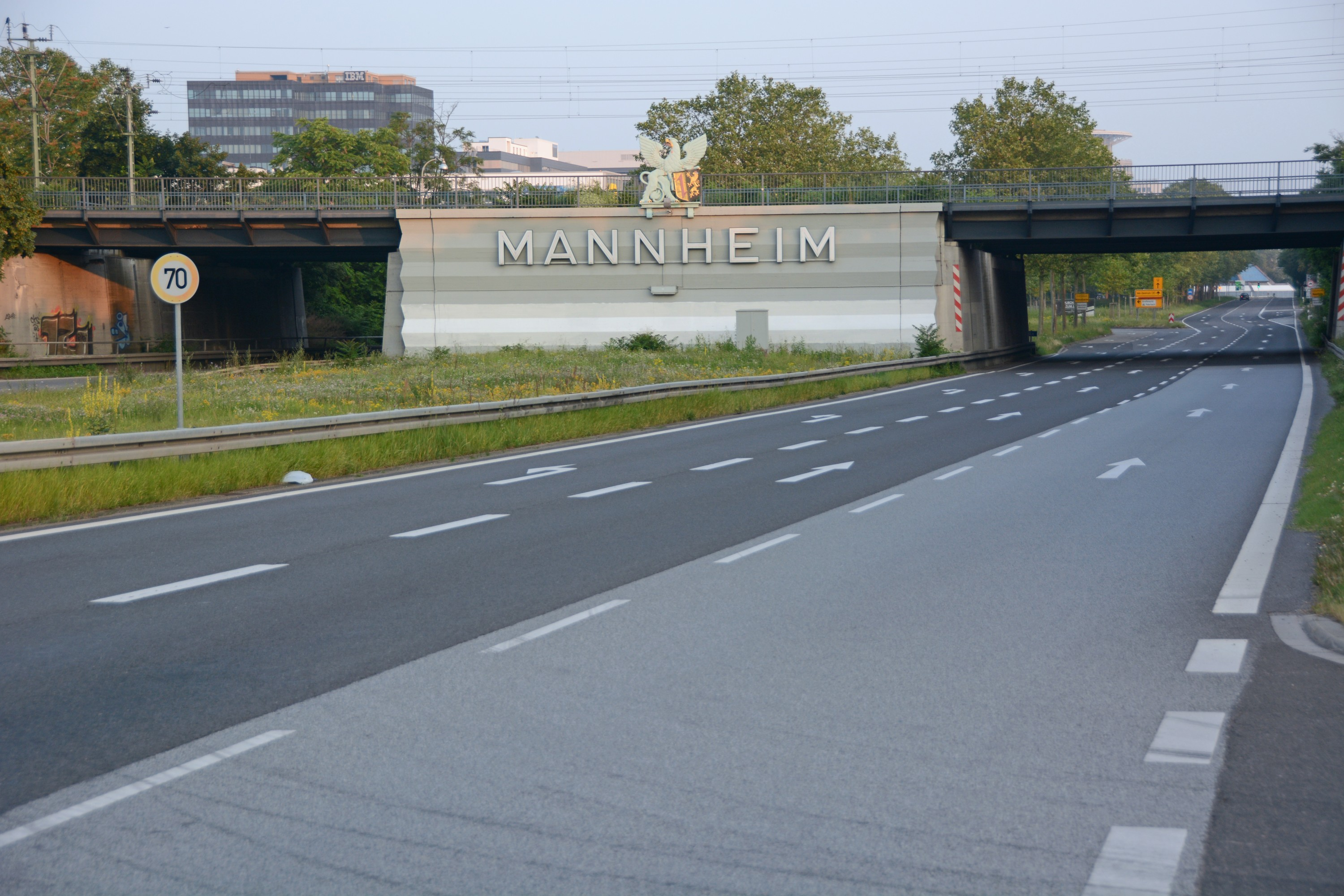
Ehemals Autobahneinfahrt in Mannheim, heute B 37

Die Planungen für eine Autobahn zwischen Mannheim und Heidelberg begannen bereits 1926. Ab 1924 beschäftigte sich die Studiengesellschaft für Automobilstraßenbau (Stufa) mit Planungen für ein nationales „Autostraßennetz“. 1926 erfolgte die Gründung des „Vereins zum Bau einer Straße für den Kraftwagen-Schnellverkehr von Hamburg über Frankfurt a. M. nach Basel“ (kurz HaFraBa), der die umfassendsten Planungen vor 1933 durchführte.
Doch auch regionale Interessensgruppen planten Autostraßen für die Verbindung einzelner Städte: 1930 wurden in mehreren summarischen Artikeln mit dem Untertitel „Städte an den Hafrabastraßen“ im „Hafraba-Mitteilungsblatt“ die Planungen der jeweiligen Städte zur Anbindung an die Hafraba vorgestellt. Darunter waren auch detaillierte Artikel von Josef F. Amberger (Heidelberg) und Adolf Elsaesser (Stadtbaudirektor Mannheim) über die „Autostraße Mannheim–Heidelberg“, die auch erstmals eine „kreuzungsfreie Ablenkung“ (ein Autobahndreieck) beschrieben.
Am 21. März 1934 wurden, nachdem für die Strecke München–Salzburg in Unterhaching bei München die so genannte „Arbeitsschlacht“ eingeleitet wurde, an 22 Baustellen Spatenstiche zum Baubeginn von Reichsautobahnstrecken abgehalten, darunter auch Heidelberg–Mannheim. Als Reichsautobahn wurde die Strecke am 3. Oktober 1935 eröffnet und reichte ursprünglich von Mannheim-Mitte (heute Europaplatz mit Planetarium Mannheim) bis Heidelberg-Bergheimer Straße. Erbauer war die Nordbadische Autostraßen-Gesellschaft.
Eine gestalterische Besonderheit des Autobahnabschnittes war die ehemalige Stadteinfahrt Mannheim. Sie wurde in unterschiedlichen Planungsstufen als repräsentative Einfahrt mit Brunnenanlage entworfen. Einige der vorgesehenen Bauabschnitte wurden bis zum Zweiten Weltkrieg hin begonnen und umgesetzt. Einige der Maßnahmen sind heute noch ablesbar. Die Brunnenskulpturen des Bildhauers Bernhard Bleeker wurden zwar fertig gestellt, kamen aber nie an ihren Bestimmungsort.
1982 stürzte bei den Internationalen Mannheimer Luftschiffertagen bei der Anschlussstelle Mannheim-Neckarau ein mit Fallschirmspringern vollbesetzter Hubschrauber auf die Autobahn und 46 Menschen starben.
Mit Wirkung vom 1. Januar 1988 wurde der Mannheimer Endabschnitt auf 1,2 km zur Bundesstraße 37 herabgestuft, 10 Jahre später mit Wirkung vom 1. Mai 1998 auch der Heidelberger Endabschnitt auf knapp 2 km, so dass nun die Autobahn nur noch von der Anschlussstelle Mannheim-Neckarau zum Autobahnkreuz Heidelberg (jeweils einschließlich) reicht. Zwischen der Auffahrt Heidelberg-Wieblingen und dem Ende der B 37 in Heidelberg befindet sich eine stationäre Geschwindigkeitsüberwachungsanlage, die die Höchstgeschwindigkeit von 70 km/h überwacht.
Die alten Brücken über der A 656 zwischen dem Autobahnkreuz Heidelberg und Mannheim-Seckenheim, die sich noch weitgehend im Originalzustand befanden, wurden zwischen circa 2004 und 2007 abgerissen. Dadurch wurde Platz für Standstreifen auch im Bereich der ehemaligen Brücken geschaffen. Die letzte originale Brücke führt nun über die B 37 kurz vor ihrem Ende in Heidelberg.

## Ehemalige Raststätte
Eine weitere Besonderheit der Reichsautobahn war die 1938 bis 1939 errichtete Raststätte, mit überdachtem Vorplatz und Tankstelle sowie eigener Ein- und Ausfahrt, die sich zwischen der Anschlussstelle Mannheim-Seckenheim (früher Mannheim-Ost) und dem Dreieck Mannheim (heute Autobahnkreuz Mannheim) befand. Die Anlage beinhaltete eine der sechs Straßenmeistereien in Baden-Württemberg, um ab 1937 die Verkehrssicherheit auf den neuen Autobahnen unabhängig von den Jahreszeiten sicherzustellen. Tankstelle und Straßenmeisterei wurden nach den Plänen des Architekten Paul Schmitthenner, Stuttgart, im „Heimatschutz-Stil“ errichtet. Nach 1945 wurde das Gelände von der US-Armee beschlagnahmt und als Tankstelle für Amerikaner benutzt. Der nördliche Teil mit dem Namen „Autobahn Kaserne“ diente von 1951 bis 1958 zusätzlich als Stützpunkt der Autobahnabteilung der US-Militärpolizei („Highway Patrol“). Seit Ende der 1960er Jahre war dort eine zentrale Kommandoeinheit zur Strafverfolgung, der „Criminal Investigations Command“ (CID), stationiert. Ab 1988 erhielt der Teil den Namen „Stem Kaserne“, zu Ehren von Brigadegeneral David H. Stem, der bei einem Dienstunfall ums Leben gekommen war.
Zwischen den Städten Mannheim und Heidelberg herrschte ein reger Verkehr, weil hier das europäische Hauptquartier der US-Streitkräfte eingerichtet war. Auf der gegenüberliegenden Seite wurde dann eine neue Autobahnraststätte errichtet. Nachdem das Teilstück der A 6 zwischen Mannheimer und Walldorfer Kreuz sowie die A 5 zwischen Darmstädter und Heidelberger Kreuz fertig gestellt waren, ließ der Fernverkehr auf der A 656 stark nach, so dass die Raststätte geschlossen wurde. Aktuell werden Teile des Areals mit der denkmalgeschützten Tankstelle von der Straßenmeisterei genutzt, weitere Teile seit 2010 durch die Bundesanstalt für Immobilienaufgaben (BImA) zur Entwicklung im Rahmen der Konversion verwaltet. Der ebenfalls denkmalgeschützte südliche Teil war seit den 1980er Jahren durch die Johanniter-Unfall-Hilfe und dem Technischen Hilfswerk genutzt worden.

## Ausbau

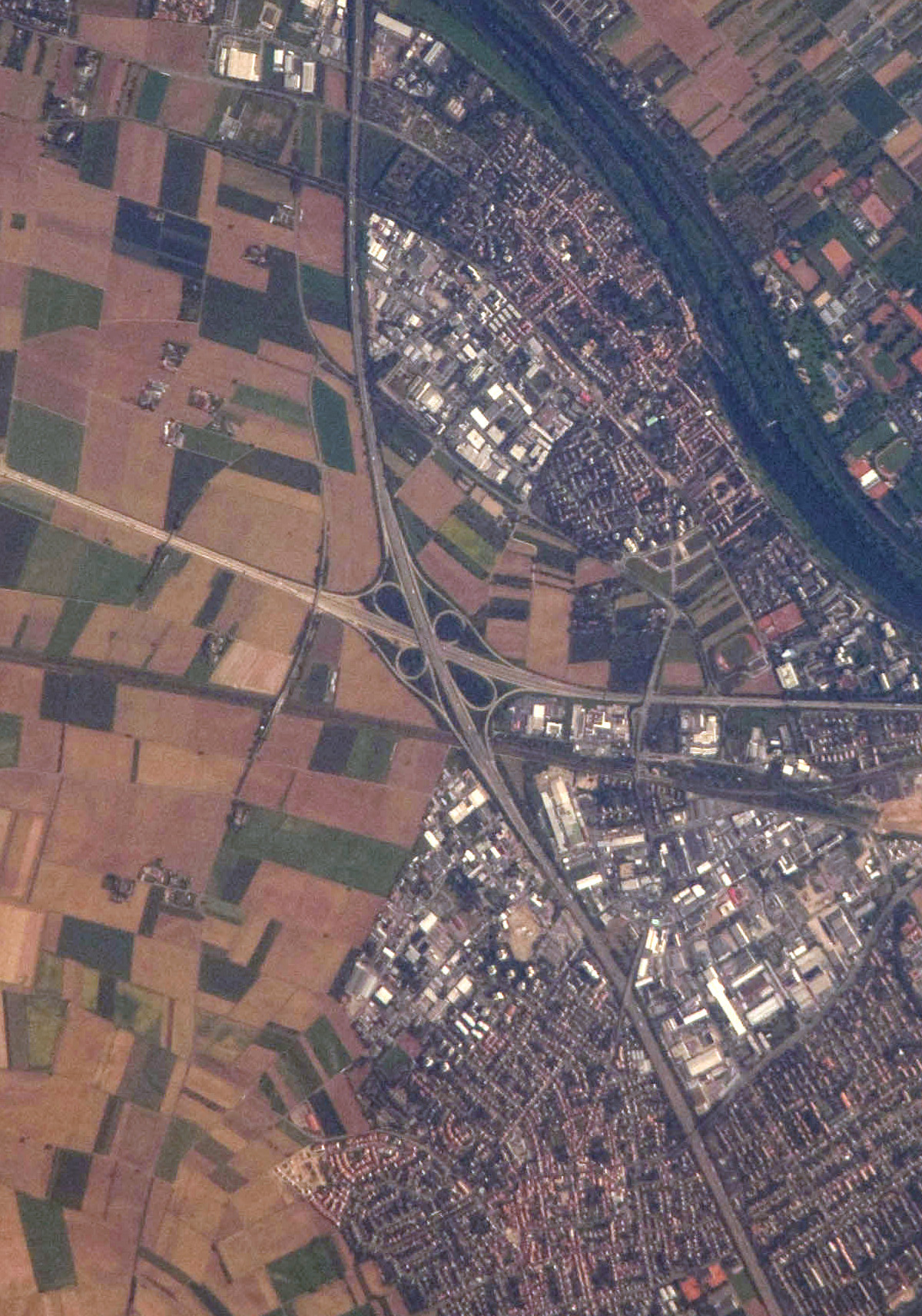
Autobahnkreuz Heidelberg, A 656 (W–O) und A 5 (N–S) kreuzen

Aufgrund noch ausreichender Streckenkapazität wurde der sechsstreifige Ausbau zurückgestellt und wird evtl. bei künftigen Fortschreibungen des Bundesverkehrswegeplans berücksichtigt. Mittelfristig wird zunächst die durchgehende Anlage von Standstreifen verfolgt.
In der Zeit von August 2016 bis Oktober 2020 erfolgten Baumaßnahmen zur Erneuerung der Brücke aus dem Jahr 1935 über die Gleise am Bahnhof Neu-Edingen/Friedrichsfeld sowie einer weiteren Brücke auf einer Länge von ca. 870 Metern. Ziele der Maßnahmen sind bessere Sichtverhältnisse, Erweiterung der Fahrbahn durch beidseitige Anordnung von Standstreifen, Anpassung der Querneigung und Verbesserung des Lärmschutzes. Mit dem neuen Bauwerk wird an der Bahnstrecke die lichte Durchfahrtshöhe von 5,70 m auf 6,20 m vergrößert, außerdem die Gradiente der A 656 um bis zu ca. 1,50 m angehoben.